# 歌唱革命

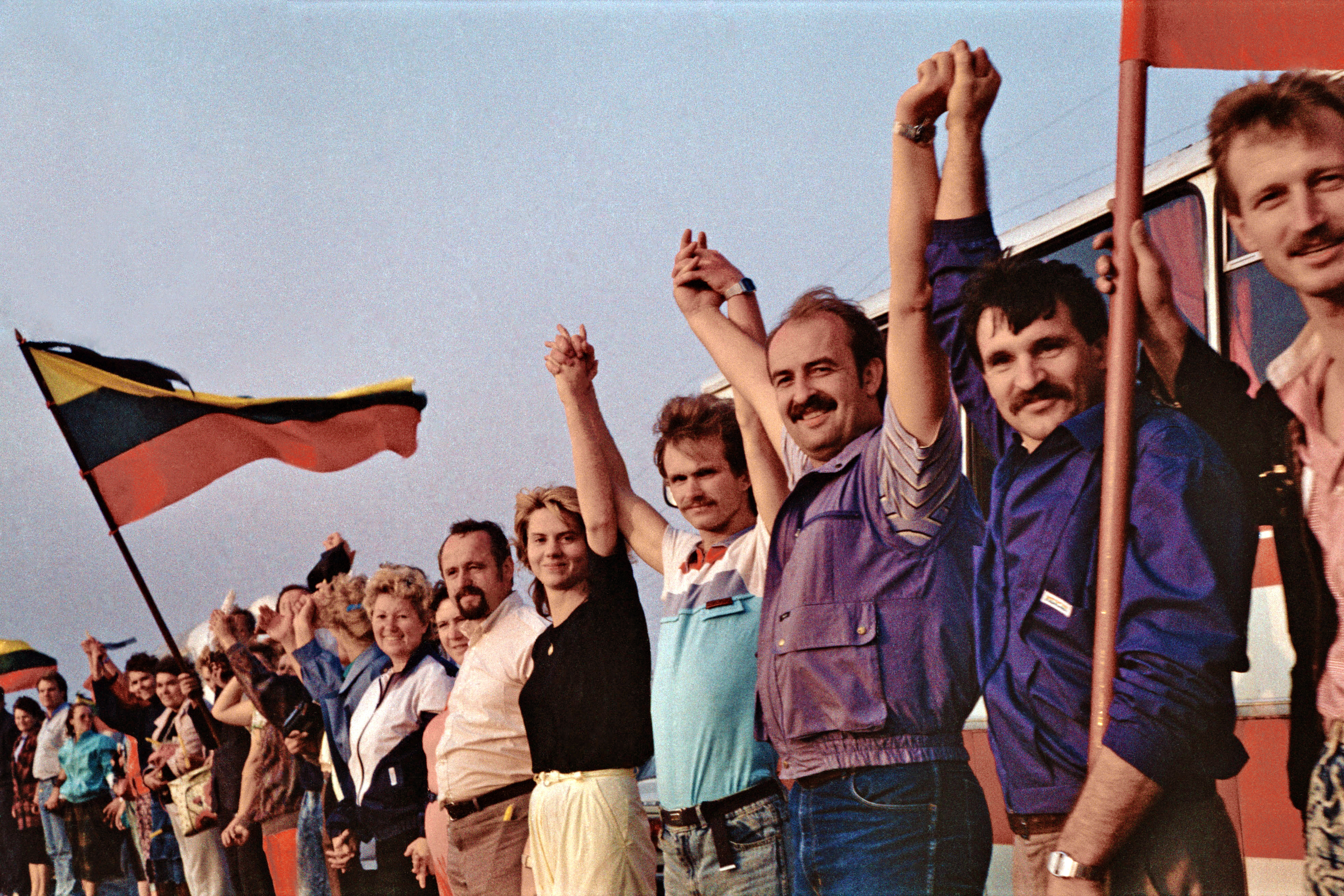
1989年的波罗的海之路人链

歌唱革命是1987年至1991年期间在波罗的海三国发生的政治事件，最终促使爱沙尼亚、拉脱维亚和立陶宛脱离苏联恢复独立。 爱沙尼亚激进主义者和艺术家海因茨·沃克在1988年6月10日至11日一周后发表的一篇文章中，在塔林歌曲节现场自发举行群众性的夜间演唱表演中，创造了这个名词。

## 背景
第二次世界大战后，波罗的海国家在1940年在被军事占领和吞并后完全合并入苏联，在1941年被德國短暫佔領，然后在1944年再次被并入苏联。1985年，新任苏联共产党总书记米哈伊尔·戈尔巴乔夫 引入了“开放政策”和“改革重组”，希望借此刺激衰败的苏联经济并鼓励提高生产率，特别是在消费品、合作企业自由化和发展服务经济领域。开放政策取消了对苏联政治自由的限制，这导致了1940年代战争遗留下的所占领的非俄罗斯国家内部的问题激化。 
莫斯科政府此前一直未公开的问题被公开承认，从而引起波罗的海国家内部的不满。结合阿富汗战争和切尔诺贝利核事故，以公开爆炸性和政治决定性的方式表达了不满。爱沙尼亚人担心外国人涌入从事诸如磷矿开采之类的苏联大型发展项目而对人口的民族身份构成威胁。
进入国外的西方移民社区，特别是在爱沙尼亚，人们与芬兰建立了非正式关系，居民可以收看芬兰电视台的节目。这些电视节目向人们展现了西方的生活方式，这也导致人们普遍对苏维埃体制不满，并激起了群众示威。对持不同政见者、民族主义者、宗教团体和普通民众的打压在1980年代末以后大为放松。在苏维埃政权的未能考虑到国家敏感性而盲目进行的广泛开放之后，大规模的示威游行爆发。苏共中央政治局希望，尽管取消了言论自由和国家标志（例如1940年前的国旗）的限制，但非俄罗斯国家仍将留在苏联境内。但是，情况在1989年出现了恶化，有旨在脱离苏联完全独立的活动出现。

## 爱沙尼亚
1987年2月，苏联政府宣布了在西维鲁县开挖磷矿的计划，这对环境和社会可能造成灾难性的后果。从而引发名为“磷矿战争”的公众环境运动。  1987年8月23日，MRP-AEG小组在苏德互不侵犯条约周年纪念日在塔林旧城区举行了Hirvepark会议，要求披露并谴责其秘密议定书。     
阿罗·马蒂森（Alo Mattiisen）创作的“爱国五歌曲”系列在1988年5月的塔尔图流行音乐节上首演。6月，旧城音乐节在塔林举行，音乐节正式举行后，参与者移至塔林歌曲节场地，开始自发一起演唱爱国歌曲。1989年8月23日，一个由两百万余人组成，连接塔林、里加与维尔纽斯的人链在波罗的海之路运动中成功组成。1988年8月26日至28日在塔林举行的夏季摇滚音乐节上，马蒂森的“爱国五歌曲”再次演出。爱沙尼亚歌曲节于9月11日在歌曲节举行。爱沙尼亚遗产学会主席Trivimi Velliste首先表达了公众重新获得独立的愿望。爱沙尼亚最高苏维埃于11月16日发布了《爱沙尼亚主权宣言》。  
歌唱革命持续了四年，进行了各种抗议活动和抗争行为。1991年，由于苏联的坦克企图阻止独立运动进一步发展，爱沙尼亚最高苏维埃与爱沙尼亚国会一起宣布恢复爱沙尼亚独立状态，并废除了苏联颁布的法律。人们自发充当盾牌，以保护电台和电视台免受苏联坦克的冲击。通过这些行动，爱沙尼亚恢复了独立，没有发生任何流血事件。
在与不同政党达成协议之后，爱沙尼亚与1991年8月20日傍晚宣布独立。根据爱沙尼亚电视台的报道，第二天早上，苏联军队试图冲进塔林电视塔，但没有成功。在鲍里斯·叶利钦领导的莫斯科大规模民主示威活动中，共产党强硬派的政变企图失败了。 
1991年8月22日，冰岛成为第一个承认爱沙尼亚新近恢复独立的国家。今天，在爱沙尼亚外交部的外墙上有一块纪念这一事件的牌匾，外交部的外墙上本身就位于Islandiväljak1或“冰岛广场1号”上。牌匾上写着：冰岛共和国于1991年8月22日首先承认爱沙尼亚共和国的独立”，用爱沙尼亚语、冰岛语和英语表示。其他一些国家不承认苏联对爱沙尼亚的吞并。 

## 拉脱维亚
在1980年代下半叶，苏联共产党总书记米哈伊尔·戈尔巴乔夫在苏联引入开放政策和改革重组后，从而撤消了对苏联言论自由的限制，对苏维埃政权的厌恶已成为第三次拉脱维亚民族觉醒，并在1988年下半年达到顶峰。 
1986年，苏联正计划在拉脱维亚最大的道加瓦河上建造另一座水力发电厂，并且已决定在里加建造地铁。由莫斯科的规划的这两个项目可能导致了拉脱维亚的山水文化和历史遗产的破坏。在新闻界，记者敦促公众抗议这些决定。公众立即做出了反应，作为回应，环境保护俱乐部于1987年2月28日成立。在1980年代下半叶，环境保护俱乐部成为该地区最具影响力的群众运动之一，并开始要求恢复拉脱维亚的独立性。     
1987年6月14日，即六月遣送周年纪念日，一年前成立的人权组织“赫尔辛基86号”组织人们在自由纪念碑（拉脱维亚的独立象征，于1935年建立）上献花）。这被广泛引用为国家觉醒的开始。然而，1985年的拉脱维亚音乐节有时也因合唱团的要求而命名，这些合唱团要求并表演由Haralds Mednis在主要活动之后进行的歌曲Gaismas pils。这首歌讲述了一个自由的拉脱维亚国家的重生，通常是音乐节的主要内容，该歌已从曲目中删除，而苏联当局不喜欢这名指挥，他在闭幕音乐会上处于旁观状态，但演出在拉脱维亚电视台直播进行。
1988年6月1日至2日，作家联盟举行了一次代表大会，讨论了社会的民主化、拉脱维亚的经济主权、苏联停止移民、工业转型和保护拉脱维亚的语言权利。在这次会议期间，第一次公开承认了战后拉脱维亚在1939年后决定拉脱维亚命运的《莫洛托夫－里宾特罗普特协定》的秘密协议。     
作家协会激起了公众舆论，并为民族复兴的总体进程提供了额外的刺激。     
1988年夏天，复兴时期最重要的两个组织开始集结起来——拉脱维亚人民阵线和拉脱维亚民族独立运动（LNIM）。此后不久，更为激进的公民大会呼吁完全不遵守苏维埃政权的代表。这些组织都有一个共同的目标：民主与恢复独立。1988年10月7日，一次大规模的公众示威发生，要求拉脱维亚独立和建立正常的司法秩序。10月8日至9日，举行了拉脱维亚人民阵线第一次代表大会。该组织吸引了200,000名成员，成为恢复独立运动的主要代表。
1989年8月23日，即《莫洛托夫－里宾特罗普条约》五十周年之际，波罗的海三国的人民阵线举行了一次巨大的团结示威活动——“波罗的海之路”。从塔林经过里加到维尔纽斯长达 600 km 的人链成功达成。这是人民呼吁脱离苏联独立的象征性运动。 
1990年3月18日举行了最高苏维埃的新选举，独立的支持者获得了胜利。1990年5月4日，新的拉脱维亚苏维埃社会主义共和国最高苏维埃通过一项议案，即《独立宣言》，该议案要求恢复战时的拉脱维亚国家和1922年宪法。 
但是，在1991年1月，亲共产党政治力量试图恢复苏维埃政权。试图使用武力推翻新的政府。拉脱维亚的示威者设法阻止苏军重新占领战略要地，这些事件被统称为“路障事件”。 
1991年8月19日，在莫斯科发生了一次政变，但未成功，当时一小批杰出的苏联政府人员由于在俄罗斯进行大规模的民主示威活动而无法重新掌权。这一事件导致拉脱维亚迅速走向独立。政变失败后，拉脱维亚共和国最高苏维埃于1991年8月21日宣布，1990年5月4日宣布的完全独立过渡期已经结束。因此，拉脱维亚被宣布为一个完全独立的国家，其司法基础可以追溯到1940年6月17日占领之前存在的国家地位。 

## 立陶宛

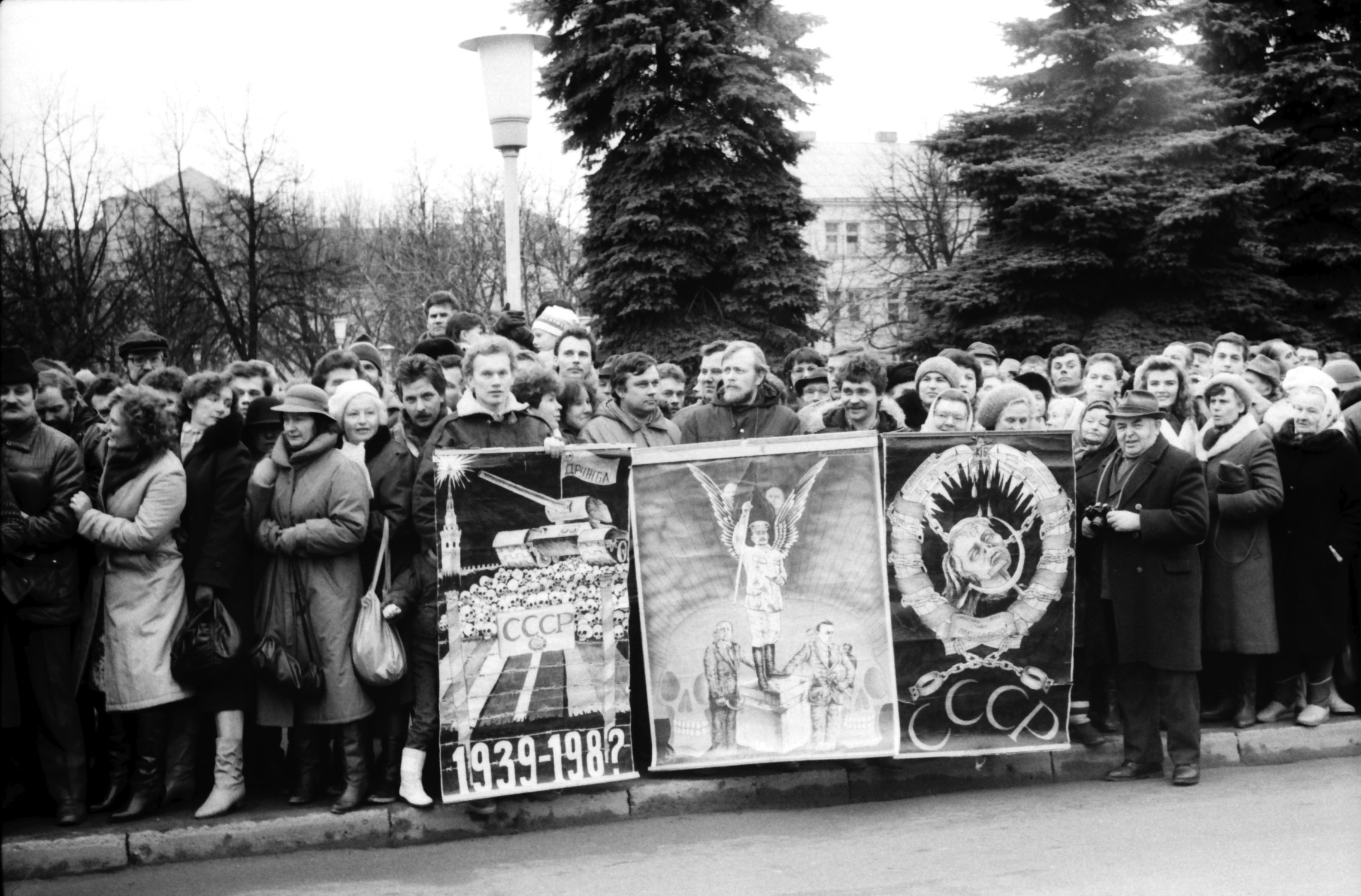
1990年戈尔巴乔夫访问时希奥利艾的立陶宛人

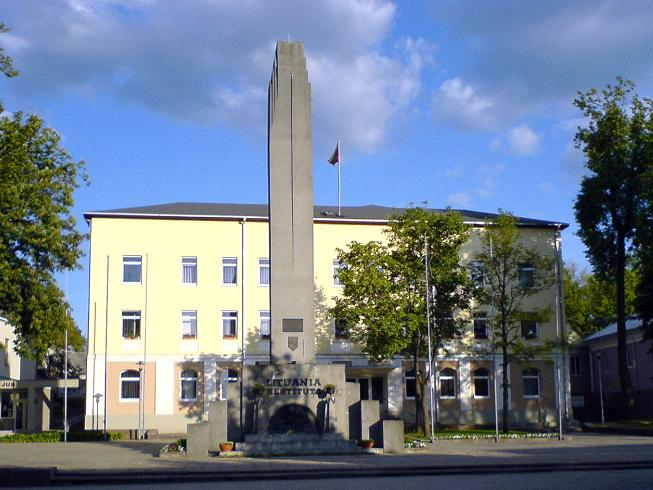
乌克麦格的独立纪念碑“Lituania Restituta”于1989年恢复。

成千上万的人经常聚集在立陶宛各地的街头，演唱民族歌曲和天主教会的赞美诗。在此期间，爱国歌曲的受欢迎程度显着上升。许多流行歌手都遵循这种趋势，经常使用民族主义诗人的诗歌，例如Bernardas Brazdžionis或Justinas Marcinkevičius作为他们歌曲的歌词。Rock March还提高了人们对这一问题的认识。
1988年6月3日，领导独立和民主运动的政治和社会运动的组织萨尤季斯成立。
积极的民族主义抗议的结果是1988年10月21日将维尔纽斯大教堂（之前用作美术博物馆）归还天主教会，之后逐步恢复了国家符号，包括竖立或恢复独立时全国各地的古迹、立陶宛的国歌和传统的三色旗。国歌于1988年11月18日在立陶宛合法化，正式取代了立陶宛苏维埃社会主义共和国的国旗和国歌 。
立陶宛被占领并并入苏联的五十年后，立陶宛于1990年3月11日宣布脱离苏联独立，也是脱离苏联独立的第一个加盟共和国，随后是拉脱维亚和爱沙尼亚。但是，除冰岛外，国际社会上几乎所有国家都迟迟不承认立陶宛的独立，直到1991年8月。
苏联军方作出了严厉的回应。1991年1月13日，造成在维尔纽斯的十四名非暴力抗议者死亡，数百人受伤，他们保卫维尔纽斯电视塔和议会免受苏联的突击部队和坦克冲击。立陶宛人称该事件为“血腥星期日”。公民们以纪律和勇气作为武器面对坦克和穿甲弹，并聚集在一起唱歌，避免了更多的生命损失，并向世界展示了立陶宛公民准备捍卫民族独立的决心。
1991年8月苏联政变失败后，国际承认立陶宛独立。

## 著名的抗议歌曲
- “波罗的海正在醒来”（LIT／LAT／EST）
- "Brīvību Baltijai"[16]（LAT）
- "Dzimtā valoda"[16]（LAT）
- Lāčplēsis（LAT）
- "Manai Tautai"[16]（LAT）
- "Pūt, Vējiņi!" – 利沃尼亚人民间婚礼歌曲《Pūgõ tūļ》的拉脱维亚语版本，并在苏联时代常常用作国歌替代品。[17]（LAT）
- "Ei ole üksi ükski maa"[16]（EST）
- "Eestlane olen ja eestlaseks jään"[16]（EST）
- "Isamaa ilu hoieldes"[16]（EST）
- "Sind surmani"[16]（EST）
- "Mingem üles mägedele"[16]（EST）
- Laisvė (canonical perf. Eurika Masytė)（LIT）
- Palaimink Dieve mus（LIT）
- Dėl Tos Dainos（LIT）
- Pabudome ir kelkimės（LIT）
- Kokia nuostabi, Lietuva esi (canonical perf. Kipras Mašanauskas)（LIT）
- “太阳、雷神、道加瓦河”（Saule, Pērkons, Daugava）（LAT）
- Šaukiu aš tautą (canonical perf. Vytautas Kernagis)（LIT）
- Tėvyne dainų ir artojų (canonical perf. Rondo)（LIT）
- Mano mylimoji / per pasaulio sniegą ... (canonical perf. Gintarė Jautakaitė)（LIT）
- Broli, neverk!（LIT）